# اوتو لومی
اوتو لومی (استونیایی: Ott Lumi؛ زادهٔ ۱ دسامبر ۱۹۷۸) سیاستمدار و نماینده سابق مجلس اهل استونی است.